# Миколаївська сільська рада (Лозівський район)
Микола́ївська сільська́ ра́да — адміністративно-територіальна одиниця та орган місцевого самоврядування в Лозівському районі Харківської області. Адміністративний центр — село Миколаївка.

## Загальні відомості
Миколаївська сільська рада утворена в 1918 році.
- Територія ради: 71,174 км²
- Населення ради: 838 осіб (станом на 2001 рік)
- Територією ради протікає річка Тернівка.

## Населені пункти
Сільській раді підпорядковані населені пункти:
- с. Миколаївка
- с. Копані
- с. Литовщина
- с. Мар'ївка
- с. Олексіївка
- с. Поди

## Склад ради
Рада складалася з 14 депутатів та голови.
- Голова ради: Авраменко Ольга Миколаївна
- Секретар ради: Кухаренко Лариса Анатоліївна

### Керівний склад попередніх скликань
| Прізвище, ім'я, по батькові  | Основні відомості                                                                       | Дата обрання | Дата звільнення |
| ---------------------------- | --------------------------------------------------------------------------------------- | ------------ | --------------- |
| Коваленко Валентина Іванівна | Сільський голова, 1952 року народження, член Комуністичної партії України               | 26.03.2006   | 31.10.2010      |
| Авраменко Ольга Миколаївна   | Сільський голова, 1973 року народження, освіта середня спеціальна, член Народної партії | 31.10.2010   |                 |

Примітка: таблиця складена за даними сайту Верховної Ради України

### Депутати
За результатами місцевих виборів 2010 року депутатами ради стали:

#### За суб'єктами висування
| Суб'єкт висування | Кількість обраних депутатів | %    |
| ----------------- | --------------------------- | ---- |
| Самовисування     | 8                           | 57,1 |
| Партія регіонів   | 6                           | 42,9 |

#### За округами
| № округу        | Прізвище, ім'я, по батькові     | Дата визнання обраним | Освіта             | Партійна приналежність | Відомості про обраного депутата            |
| --------------- | ------------------------------- | --------------------- | ------------------ | ---------------------- | ------------------------------------------ |
| Партія регіонів |                                 |                       |                    |                        |                                            |
| 1               | Сорока Олександр Григорович     | 02.11.2010            | середня            | позапартійний          | ТОВ «Агропромтехсервіс», завідувач МТФ     |
| 2               | Березняк Володимир Миколайович  | 02.11.2010            | середня спеціальна | позапартійний          | ТОВ «Агропромтехсервіс», електро-монтер    |
| 4               | Панчишин Сергій Анатолійович    | 02.11.2010            | середня            | позапартійний          | пенсіонер                                  |
| 5               | Кухаренко Лариса Анатоліївна    | 02.11.2010            | середня спеціальна | позапартійна           | Миколаївська сільська рада, секретар       |
| 9               | Козюра Людмила Василівна        | 02.11.2010            | вища               | позапартійна           | Миколаївська сільська рада, тех. працівник |
| 12              | Макаренко Володимир Миколайович | 02.11.2010            | середня            | позапартійний          | Миколаївський НВК, охоронець               |
| Самовисування   |                                 |                       |                    |                        |                                            |
| 3               | Прокопенко Наталія Миколаївна   | 02.11.2010            | середня            | позапартійна           | Миколаївська сільська рада, бібліотекар    |
| 6               | Черненко Віра Федорівна         | 02.11.2010            | середня            | позапартійна           | Миколаївський СБК, завідувачка             |
| 7               | Колісник Тетяна Іванівна        | 02.11.2010            | середня спеціальна | позапартійна           | Миколаївська сільська рада, бухгалтер      |
| 8               | Племенеченко Валентина Іванівна | 02.11.2010            | середня спеціальна | член Партії регіонів   | тимчасово не працює                        |
| 10              | Борисенко Тетяна Валеріївна     | 02.11.2010            | вища               | позапартійна           | Миколаївський НВК, вчитель                 |
| 11              | Шталь Ксенія Олександрівна      | 02.11.2010            | середня спеціальна | член Партії регіонів   | Миколаївський НВК, тех. працівник          |
| 13              | Коваленко Валентина Іванівна    | 02.11.2010            | середня спеціальна | член Партії регіонів   | пенсіонер                                  |
| 14              | Сорока Любов Володимирівна      | 09.01.2011            | середня спеціальна | позапартійна           | тимчасово не працює                        |